# Eugen Seibold (Schiff)

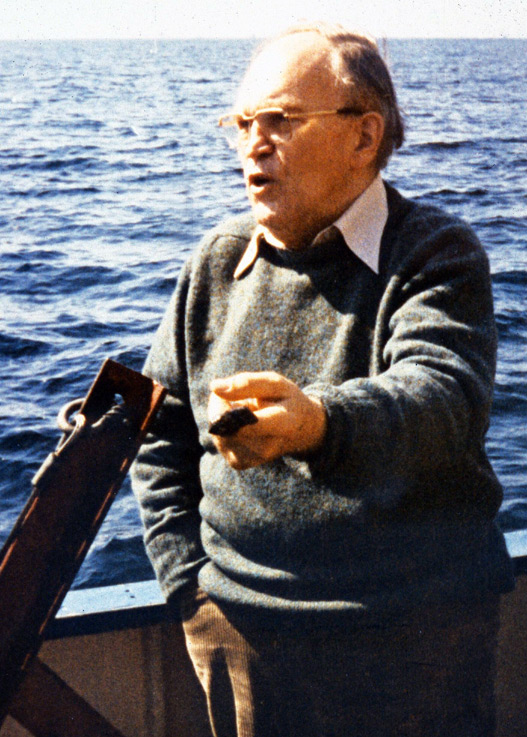
Der Namensgeber Eugen Seibold (1918–2013) an Bord der Littorina, 1978

Die Eugen Seibold ist eine seetaugliche Segelyacht, die speziell für das kontaminationsfreie Sammeln und Analysieren von Meerwasser-, Plankton- und Luftproben entwickelt und gebaut wurde. Seit Ende 2018 ist das Forschungsschiff für die Wissenschaft im Einsatz, um die Wechselwirkungen zwischen Ozean und Erdatmosphäre zu untersuchen. Betreiber ist das Max-Planck-Institut für Chemie in Mainz. Namensgeber ist der deutsche Meeresgeologe Eugen Seibold (1918–2013).

## Geschichte
Ziel dieser Schiffsneuentwicklung ist es, flexibler und dynamischer auf Umwelt- und Klimaereignisse zu reagieren und sie kurzfristig erforschen zu können. Beispielsweise können nun mithilfe der Segelyacht Eugen Seibold Phänomene wie El Niño oder die Fernwirkungen von Staubstürmen und großen Busch- und Waldbränden schnell in das Expeditionsprogramm aufgenommen und untersucht werden. Diese kurzfristigen Einsätze ergänzen das langfristige Forschungsprogramm, bei dem Stationen regelmäßig und über mehrere Jahre hinweg beprobt werden. Die geringe Größe und ein nachhaltiges Betriebskonzept sollen ein sehr ökonomisches Forschen ermöglichen. Die Bauweise des Schiffs mit einem Rumpf aus glasfaserverstärktem Kunststoff und bis zu neunstündigem Batteriebetrieb ermöglicht die Probenahme von Wasser und Luft, die nicht durch Abgase oder Rost des Forschungsschiffs selbst verunreinigt wurden.
Die Konstruktion übernahm Lorenzo Argento Yacht Design (Italien). Die Umsetzung erfolgte durch Michael Schmidt Yachtbau in Greifswald. Die Architekten Axthelm & Rolvien (Berlin) waren verantwortlich für den Innenausbau. Zusammen mit ZF Friedrichshafen wurde ein Getriebe entwickelt. In Zusammenarbeit von Hydrobios (Kiel) und der mechanischen Werkstatt des Max-Planck-Instituts für Chemie wurde ein Multischließnetz aus Titan gefertigt. Die Werner Siemens-Stiftung finanzierte den Bau der Yacht mit 3,5 Millionen Euro.
Mit dem Bau der Yacht wurde 2017 begonnen. Am 11. Mai 2018 taufte Ilse Seibold das Schiff in Kiel im Rahmen eines Festsymposiums zu Ehren ihres verstorbenen Mannes. Die Segelyacht wird von der Reederei F. Laeisz betreut, Heimathafen ist Funchal auf Madeira, daher trägt das Schiff die portugiesische Flagge. Eigner ist die eigens gegründete, in Zürich ansässige und gemeinnützige Stiftung Forschungsschiff Eugen Seibold, den Unterhalt trägt die Max-Planck-Gesellschaft.
Die Forschungsyacht Eugen Seibold soll alle Klimazonen und die verschiedenen Meeresgebiete beproben. 2019 brach sie zu einem bis 2021 geplanten Transekt vom tropischen bis in den polaren Nordatlantik und über die Karibik in den Ostpazifik auf.

## Ausrüstung

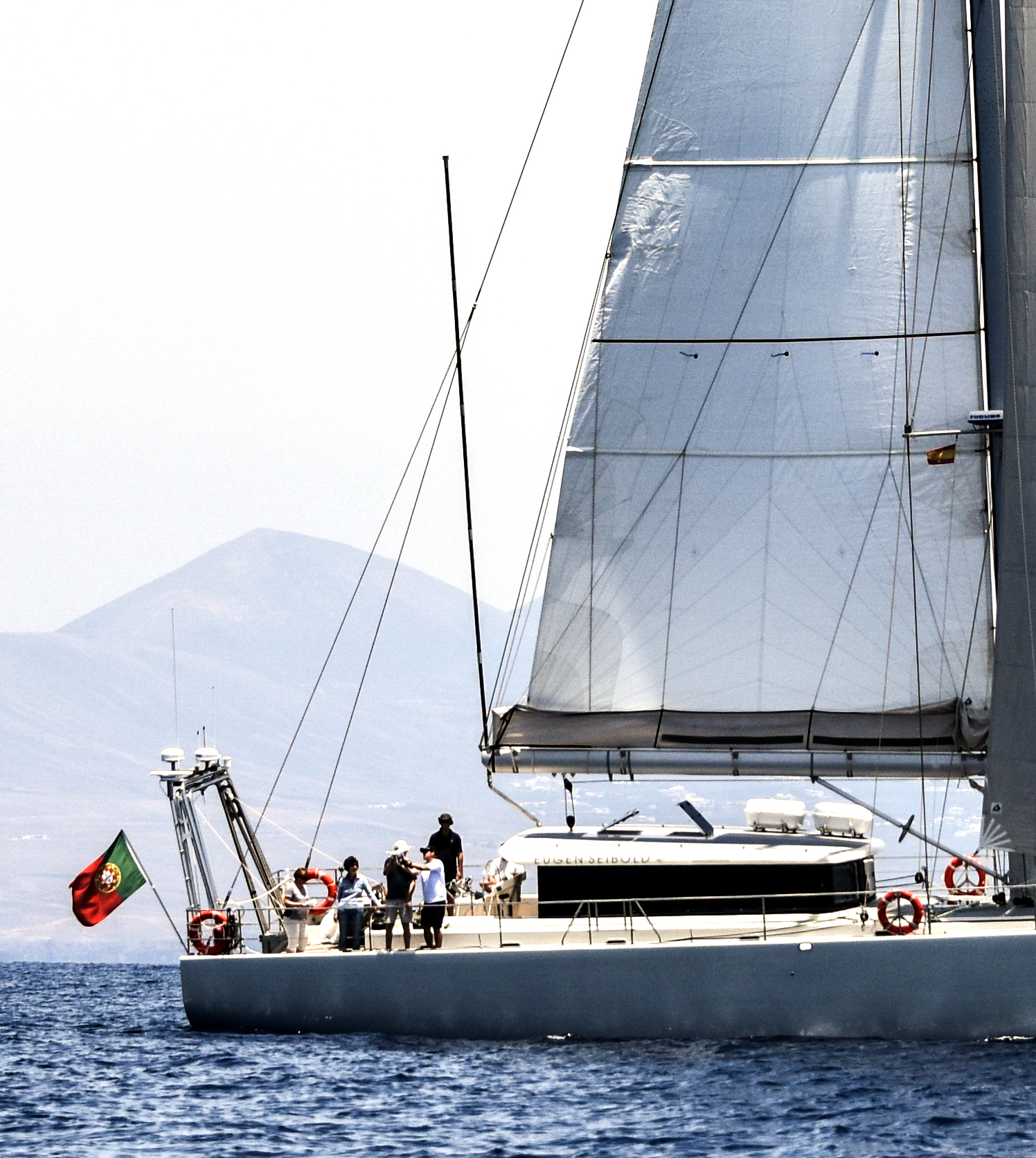
Neben der Flagge Portugals befindet sich der Heckgalgen; mit dem Rohr hinter dem Segel werden Luftproben entnommen

Die Segelyacht des Modells Explorer 72 ist 22 Meter lang, 6 Meter breit und hat einen Tiefgang von 3,5 Metern. Das 44 Tonnen schwere Schiff erreicht bei einer Segelfläche von 350 m² in Sluptakelung eine Geschwindigkeit von 8–10 Knoten. Sie erfüllt die Kategorie A der CE-Seetauglichkeitseinstufung. An Bord gibt es acht Kojen für vier bis sechs Wissenschaftler und zwei bis vier Crewmitglieder. Mit 4000-Liter-Dieseltank, 1000 Liter Frischwasser und einer Meerwasserentsalzungsanlage ist die Forschungsyacht bis zu drei Wochen autonom. Die Yacht verfügt über Elektromotoren und Lithium-Eisenphosphat-Akkus mit einer Kapazität von etwa 65 kWh, mit denen der Forschungsbetrieb über bis zu 9 Stunden emissionsfrei möglich ist. Ein 288-Volt-Generator mit 67 PS sorgt für die elektrische Energieversorgung. Ab einer Geschwindigkeit von 3 kn können die Akkus über den Wellengenerator aufgeladen werden. Zudem hat der Forschungssegler einen knapp 210 PS starken Sechszylinder-Dieselmotor.
Die Hälfte des Innenraums wird von drei Laboren eingenommen, in denen Proben vor Ort ausgewertet werden können. Das Probenwasser wird über ein Teflon-Rohr im Kiel aus drei Meter Wassertiefe in das Nasslabor gepumpt. Es ist mit Instrumenten zur Chlorophyll-, Partikel- und Kohlendioxid-Analytik, zur Bakterioplankton-Analyse sowie zur Analyse der Primärproduktion ausgerüstet. Weiterhin enthält es Filtrationseinrichtungen, eine Sicherheitswerkbank (Clean Bench), einen Dunstabzug sowie Kühl- und Gefrierschränke. Mit den Geräten im Halb-Nass-Labor können Kohlendioxid-Isotopen analysiert und das Argon-Sauerstoff-Verhältnis zur Ermittlung der Primärproduktion quantifiziert werden. Probenluft wird in etwa zehn Meter Höhe über dem Deck angesaugt und im Luftlabor analysiert. Das Labor ist mit Analytik für atmosphärische Partikel ausgestattet. Anzahlkonzentrationen, Größenspektren und mikrophysikalische Eigenschaften von Partikeln wie Aerosolen und Ruß werden direkt gemessen. Sämtliche Partikel werden auf Filtern gesammelt und für weitere Analysen präpariert.
Am Heck befindet sich ein hydraulischer Heckgalgen, der zum Aufnehmen und Aussetzen von Geräten verwendet werden kann. Die Beprobung der tieferen Wassersäule erfolgt mit CTD-Rosette, in-situ Filtration, Multischließnetz, Bongonetz und Sedimentfalle. Parameter wie Wassertemperatur, Salinität, pH-Wert, Sauerstoffgehalt und Fluoreszenz werden an verschiedenen Positionen in der Wassersäule permanent aufgezeichnet. Ein Sensor auf der Spitze des Masts registriert die photosynthetisch aktive Strahlung (PAR).

## Forschung
Die Abteilung Klimageochemie am Max-Planck-Institut für Chemie, geleitet von Gerald Haug, untersucht mithilfe der S/Y Eugen Seibold die Rolle des Ozeans auf Klimaänderungen. Dafür werden in der Luft und der oberen Wassersäule physikalische Größen wie die Temperatur, biologische Aspekte wie Planktonvorkommen und chemische Größen wie die Konzentration von Sauerstoff, Kohlenstoffdioxid, Spurenmetallen und Salinität erhoben. Neben einer detaillierten Beschreibung des Zustands der tieferen Atmosphäre und der Meere sollen mithilfe der neuen Daten auch vergangene klimatische Verhältnisse rekonstruiert werden.
Die Untersuchungen umfassen sowohl Luftproben als auch die euphotische Zone, d. h. lichtdurchflutete, produktive obere Wassersäule sowie die darunterliegende Dämmerzone bis 1000 Meter Tiefe. Die meisten der chemischen und biologischen Abbau- und Austauschprozesse finden an der Meeresoberfläche und den oberen 1000 Metern des Ozeans statt. Diese Prozesse haben einen maßgeblichen Einfluss auf die Verteilung von Treibhausgasen wie dem Kohlenstoffdioxid in der Erdatmosphäre und dem Ozean. Verteilung und Eigenschaften atmosphärischer Aerosole kontinentaler und ozeanischer Luftmassen beeinflussen das Klima durch verschiedene ozeanisch-atmosphärische Austauschprozesse, Wolkenbildung und Strahlungsantrieb.